# Сторожи Вторые
Сторожи Вторые — хутор в Староминском районе на севере Краснодарского края.
Входит в состав Куйбышевского сельского поселения.
Постоянное население хутора — 115 человек (2007).

## География
Находится в 12 км от станицы Канеловской.

## Население
| 2002 | 2010 |
| ---- | ---- |
| 94   | ↗101 |